# Машинка для стрижки

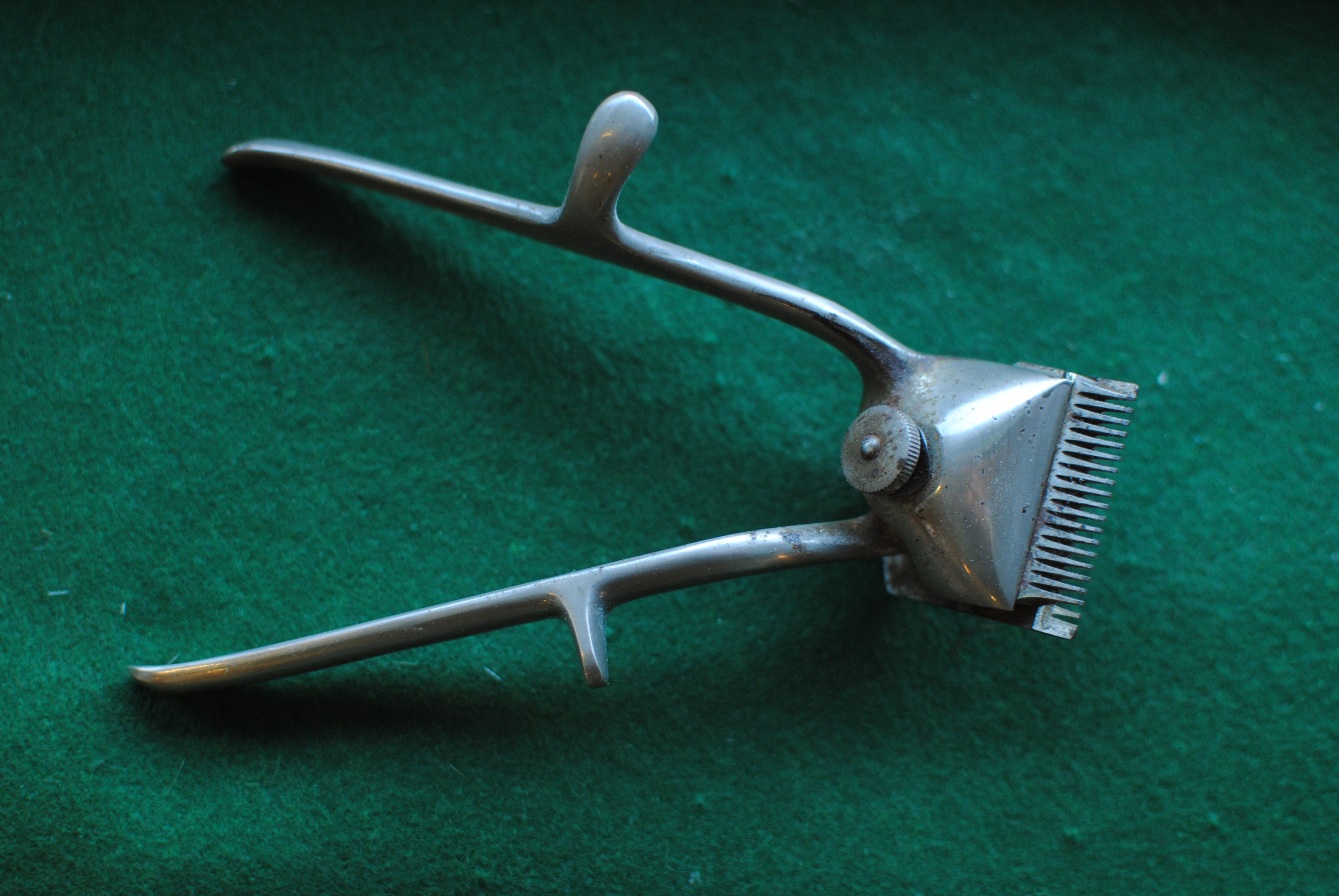
Ручная рычажная машинка для стрижки волос

Машинка для стрижки — ручная машина для стрижки волос.

## Описание

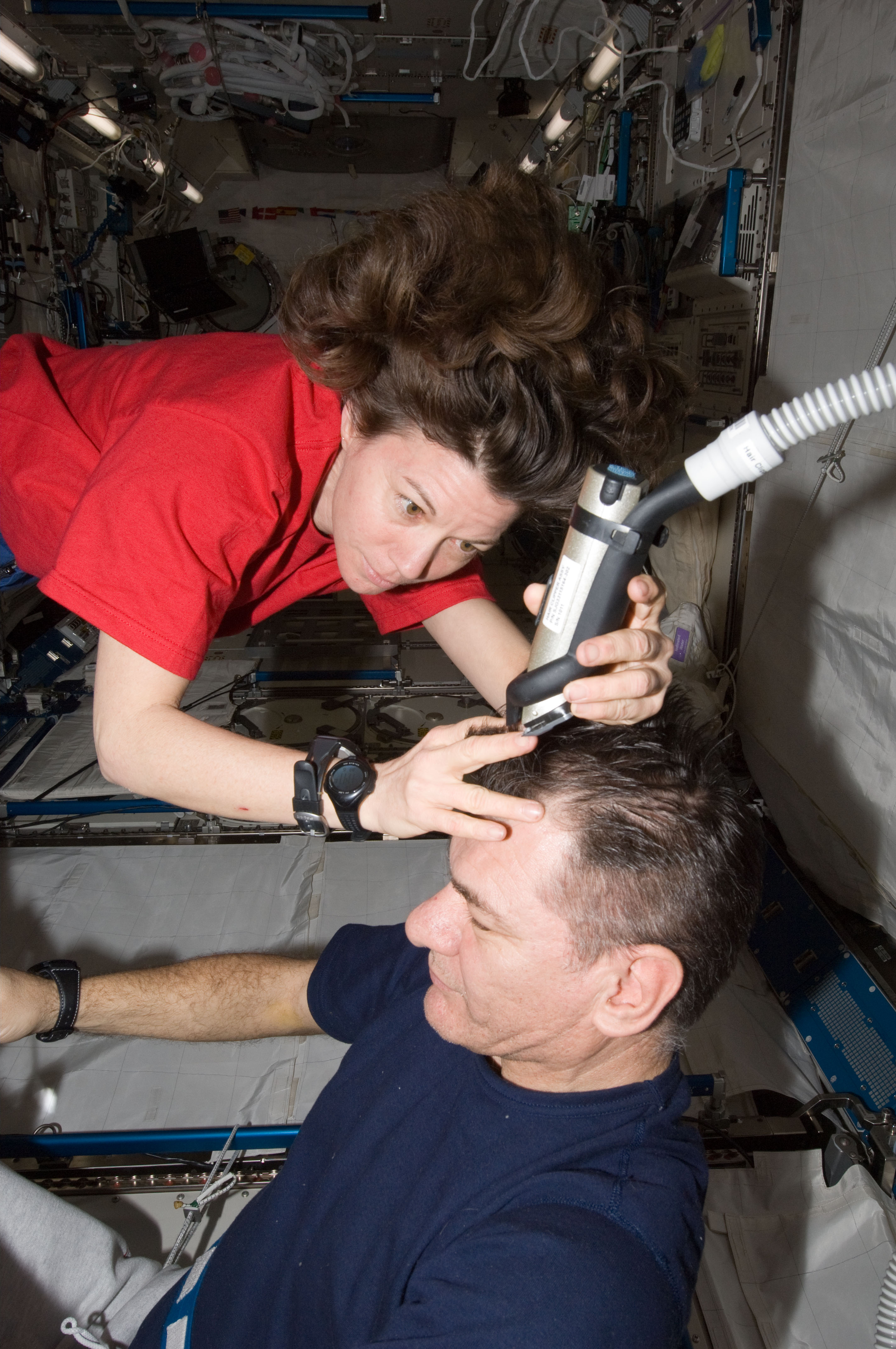
Стрижка электрической машинкой, оборудованной шлангом пылесоса, в условиях невесомости на МКС, Кэтрин стрижёт Паоло

Машинки для стрижки волос бывают механическими (рычажными) и электрическими. Механические машинки для стрижки были изобретены в 1855 году сербским парикмахером Николой Бизумичем. В ручной рычажной машинке срезание волос происходит при сжатии  подвижных ручек, приводящие в движение подвижную гребёнку с лезвиями. Электроприбор впервые производился в США в 1921 году компанией Wahl Clipper.
Работают от трёх видов питания: от электросети, от аккумулятора либо от аккумуляторно-сетевого питания.
Электрические машинки для стрижки волос могут быть:
- по типу привода:
  - вибрационные, с соленоидом, имеют мощность до 15 Вт, при этом достаточно шумные;
  - роторные, с электродвигателем, имеют мощность до 50 Вт.

- по типу электропитания:
  - сетевые;
  - аккумуляторные, имеют мощность до 20 Вт, мало весят и имеют низкий уровень шума.

При стрижке сельскохозяйственных животных, в частности при стрижке овец, также могут применяться ручные рычажные (ранее или в мелком хозяйстве) и электрические стригальные машинки в составе стригальных аппаратов. С целью электробезопасности, а также большого объёма стрижки, при работе с животными привод на рабочий орган у них осуществляется через гибкий вал.

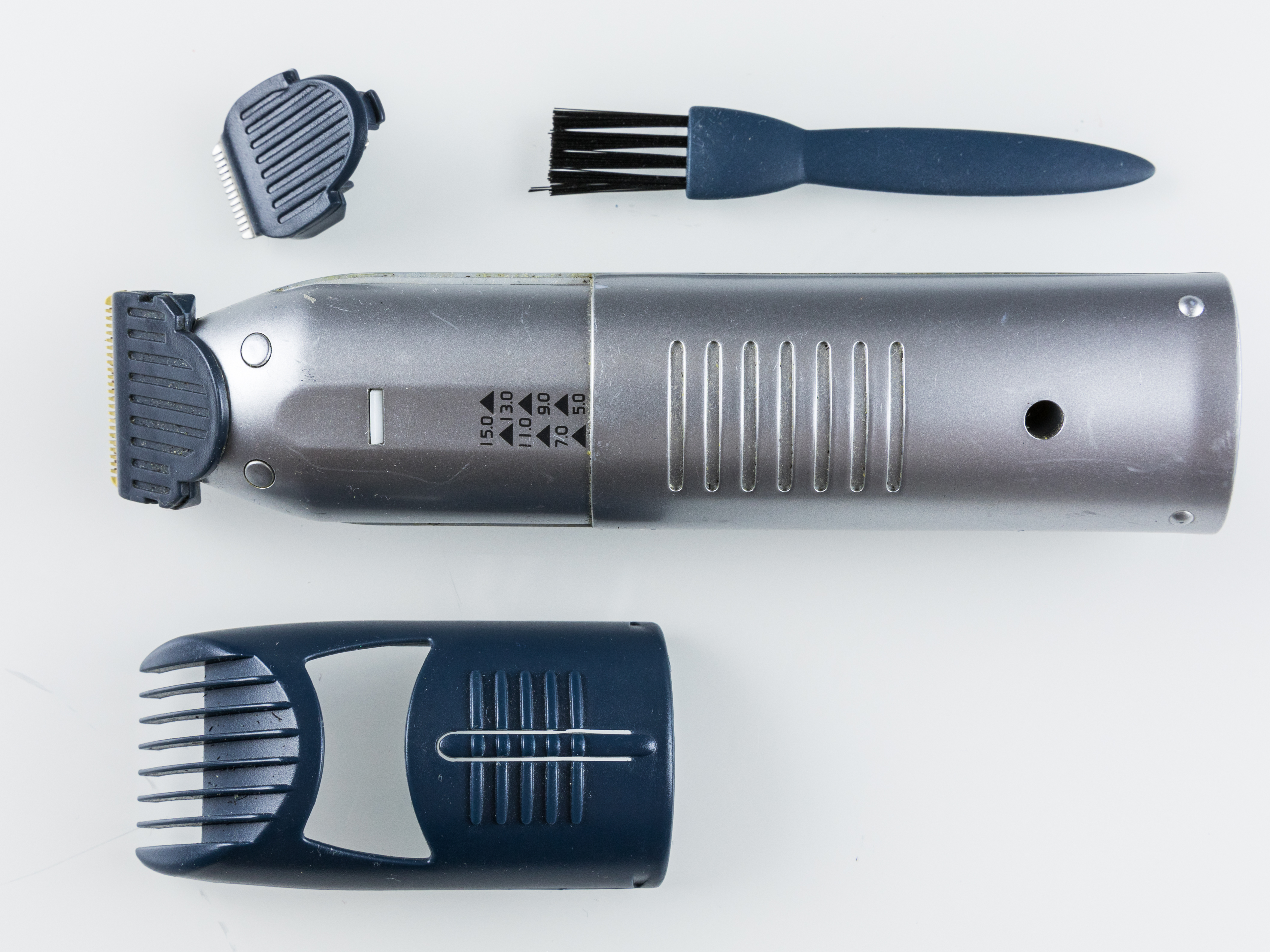
Аккумуляторная машинка для стрижки с насадками
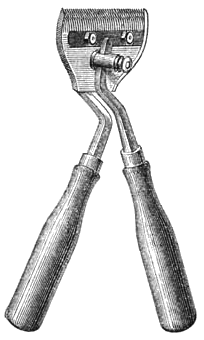
Механическая машинка для стрижки овец
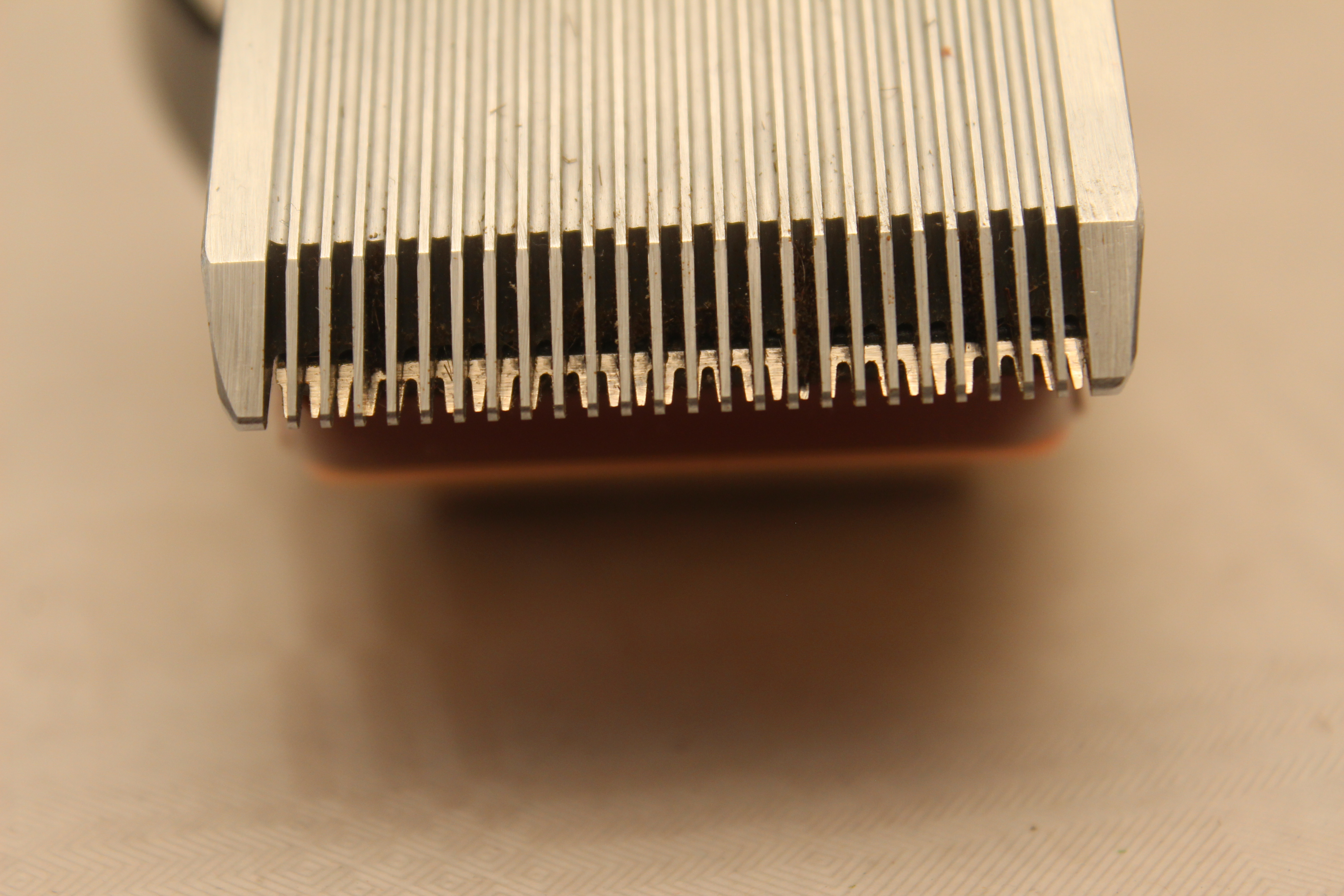
Рабочая кромка подвижного и неподвижного ножей машинки
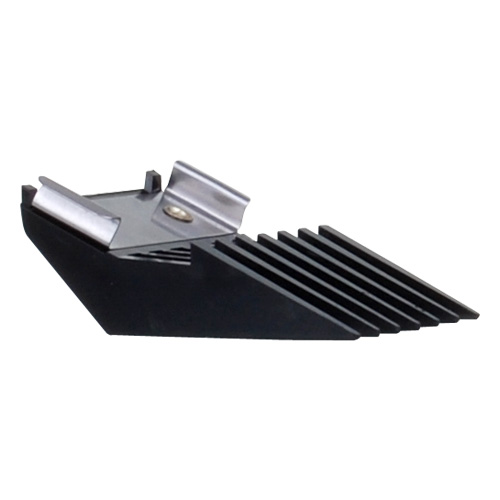
Сменная насадка машинки, регулирующая остаточную длину волос
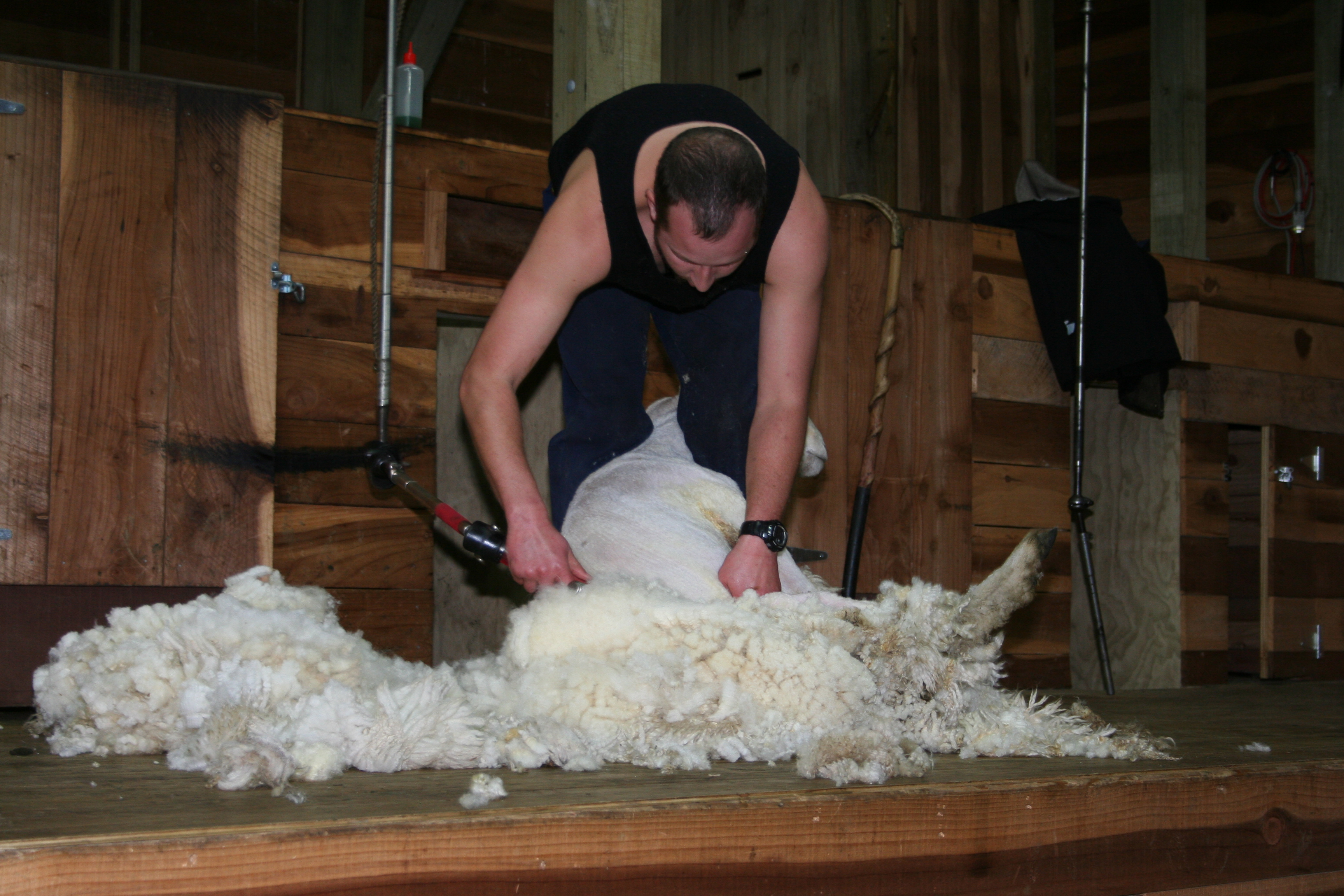
Стрижка овцы электрической машинкой
Триммер для бороды